# محمد ایوب سالنگی
محمد ایوب سالنگی (زاده ۱۳۴۴ خورشیدی در ولسوالی سالنگ ولایت پروان) فرمانده نظامی، سیاستمدار افغانستانی و سرپرست اسبق وزارت امور داخله افغانستان در دوره دوم ریاست جمهوری حامد کرزی است.

## زندگی نامه
محمد ایوب سالنگی متولد ۱۳۴۴ خورشیدی در ولسوالی سالنگ ولایت پروان است. وی در اکتبر سال ۲۰۱۳ به درجه نظامی ستر جنرالی/ارتشبد ارتقاء یافت.

### فعالیت‌ها
- ۲۰۰۳: فرمانده نظامی در کابل
- ۲۰۰۴: فرمانده گانیزیون کابل.
- ۲۰۰۵: رئیس پلیس ولایت قندهار.
- ۴ ژوئن ۲۰۰۵: رئیس پلیس ولایت هرات.
- آوریل ۲۰۰۷: رئیس پلیس ولایت قندوز.
- ژوئن ۲۰۰۸: رئیس پلیس کابل.
- مارس ۲۰۰۹: رئیس پلیس ولایت ننگرهار.
- اواخر ۲۰۱۰: فرمانده زون ۱۰۱ آسمایی کابل.
- اکتبر ۲۰۱۳: معاون ارشد امور امنیتی وزارت امور داخله.